# シラキュース・スターズ (1879年)

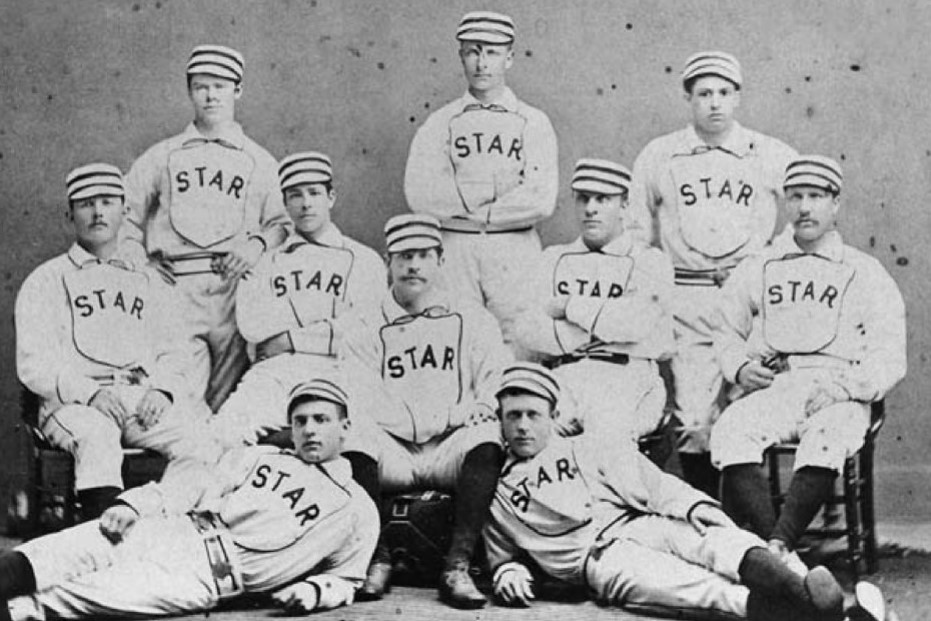
1877年

ここでは、1879年にニューヨーク州シラキュースを本拠地として、ナショナルリーグに加盟していたシラキュース・スターズ（Syracuse Stars）について記述する。

## 球団史
1877年まではリーグに属さない独立系のチームとして活動していたが、1878年にインターナショナル・アソシエーションというマイナーリーグに参加し、同年リーグで優勝を飾った。チームはこの成功を糧にして、1879年にインターナショナル・アソシエーションの存続が危ぶまれる事態になったことをきっかけに、ナショナルリーグに加盟した。
投手ハリー・マコーミックはシラキュースの71試合のうち54試合に登板し18勝を挙げた。最初の１か月こそ勝率は5割前後だったが、6月12日から9連敗を喫した後は勝てなくなり、同年9月10日までの戦績で22勝48敗、8球団中7位と低迷した。チームはこの日の試合を最後に残り日程を消化しきれないままリーグから脱退した。

## 戦績
| 年度   | リーグ | 試合 | 勝利 | 敗戦 | 勝率 | 順位 | 監督                                                 | 本拠地      |
| ------ | ------ | ---- | ---- | ---- | ---- | ---- | ---------------------------------------------------- | ----------- |
| 1879年 | NL     | 71   | 22   | 48   | .314 | 7位  | マイク・ドーガン ビル・ホルバート ジミー・マキュラー | Newell Park |

## 所属した主な選手
- ジャック・ファレル：内野手。シラキュースで打率.303を記録。
- ハリー・マコーミック：シラキュースでデビュー。1882年にレッズで防御率1.52の記録を残した。

## 主な球団記録
- 通算安打数：73（ジャック・ファレル）
- 通算打点数：25（ブロンディー・パーセル）
- 通算勝利数：18（ハリー・マコーミック）
- 通算奪三振：96（ハリー・マコーミック）